# 西脇市立桜丘小学校
西脇市立桜丘小学校（にしわきしりつさくらがおかしょうがっこう）は兵庫県西脇市黒田庄町石原にある公立小学校である。
略称は桜小（さくらしょう）。

## 沿革
- 1873年（明治6年）- 明亮校・新輝校を開設する。
- 1876年（明治9年）- 明亮・新輝校を合併、陸海校と命名し、創立元年とする。
- 1879年（明治12年）- 上等4年下等4年の小学校を設置する。
- 1886年（明治19年）- 校舎を新築する。
- 1900年（明治33年）- 黒田庄第二尋常小学校と命名する。
- 1905年（明治38年）- 高等科を設置し、黒田庄第二尋常高等小学校と命名する。
- 1924年（大正13年）- 講堂を新築する。
- 1941年（昭和16年）- 黒田庄第二国民学校と改称する。
- 1947年（昭和22年）- 黒田庄村立第二小学校と改称する。
- 1951年（昭和26年）- 黒田庄第三小学校が廃校となり、小苗・黒田を校区に編入する。健康優良校として、表彰を受ける。
- 1956年（昭和31年）- 健康優良校として、表彰を受ける。
- 1957年（昭和32年）- 健康優良校として、表彰を受ける。
- 1959年（昭和34年）- 健康優良校として、表彰を受ける。
- 1962年（昭和37年）- 現鉄筋校舎に新築される。
- 1964年（昭和39年）- 黒田庄町立桜丘小学校と改称する。
- 1965年（昭和40年）- 学校給食を実施する。
- 1987年（昭和62年）- 新校章を制定する。
- 2005年（平成17年）- 西脇市立桜丘小学校と改称する。

桜丘地域は少子化による学校小規模化が進行していることから、2024年（令和6年）策定の「西脇市立学校学習環境規模適正化推進計画」では本校は令和12年度をめどに西脇市立楠丘小学校との統合が計画されている。

## 通学区域
西脇市のうち、西澤、石原、田高、船町、小苗、黒田。全域で西脇市立黒田庄中学校の通学区域となる。

## 通学区域が隣接している学校
- 西脇市立楠丘小学校
- 西脇市立日野小学校
- 多可町立中町南小学校
- 丹波市立和田小学校
- 丹波市立小川小学校
- 丹波市立久下小学校